# فيكتور هوغو أنتلو
فيكتور هوغو أنتلو (بالإسبانية: Víctor Hugo Antelo) هو مدرب كرة قدم ولاعب كرة قدم بوليفي في مركز الهجوم، ولد في 2 نوفمبر 1964 في سانتا كروز دي لا سييرا في بوليفيا. شارك مع منتخب بوليفيا لكرة القدم. أما مع النوادي، فقد لعب مع ذي سترونغيست وشونان بلمار ونادي بوليفار ونادي ريال سانتا كروز ونادي سان خوسيه.

## وصلات خارجية
- فيكتور هوغو أنتلو على موقع قاعدة بيانات كرة القدم.إي يو (الإنجليزية)
- فيكتور هوغو أنتلو على موقع ناشيونال فوتبول تيمز (الإنجليزية)
- فيكتور هوغو أنتلو على موقع عالم كرة القدم.نت (الإنجليزية)